# NGC 7826
NGC 7826 је група звезда у сазвежђу Кит која се налази на NGC листи објеката дубоког неба.
Деклинација објекта је - 20° 42' 54" а ректасцензија 0h 5m 15,0s. Привидна величина (магнитуда) објекта NGC 7826 износи 13,6. NGC 7826 је још познат и под ознакама ESO 538-**19.